# 马王堆站
马王堆站位于中华人民共和国湖南省长沙市芙蓉区万家丽中路地下，是长沙地铁5号线的地铁车站，2020年6月28日开通。

## 车站

### 车站结构
| 地面      |                                       | 地铁出入口                        |  |
| 地下 一层 |                                       | 站厅、售票机、客服中心、便利店    |  |
| 地下 二层 |                                       | 5号线列车往水渡河(下一站：火炬村) |  |
| 地下 二层 | 岛式月台，左边车门将会开启            |                                   |  |
| 地下 二层 | 5号线列车往毛竹塘(下一站：万家丽广场) |                                   |  |

## 车站周边
- 远大路
- 马王堆陶瓷城
- 马王堆汽配城
- 湖南省人民医院马王堆院区